# Las Ketchup
Las Ketchup är en musikgrupp bestående av systrarna Lola, Pilar, Lucía och Rocio Muñoz från Córdoba i Andalusien, södra Spanien. Deras far är flamenco-gitarristen Juan Muñoz, som också är känd under sitt artistnamn El Tomate. Sommaren och hösten 2002 hade de en stor hit med Asereje, lanserad i de flesta länder som The Ketchup Song. Under våren 2006 deltog Las Ketchup i Eurovision Song Contest, där de framförde Spaniens bidrag, Bloody Mary. Resultatet blev plats nr 21 (av 24 tävlande), de fick 12 poäng av grannlandet Andorra och 6 poäng av Albanien. Las Ketchup var i Sverige och framträdde med hiten Asereje i den första deltävlingen av Melodifestivalen 2016 som sändes från Göteborg. Låten fick symbolisera året 2002 då tävlingen för första gången åkte på turné runt landet.

## Diskografi

### Album
- Hijas del Tomate — #1 SP, (2002)
- Un Blodymary (2006)

### Singlar
- The Ketchup Song (Aserejé) " — #1 SP, #1 FR, #1 FND, #1 BL, #1 IT, #1 SE, #1 NT, #1 GR, #1 US, #1 FP, #1 AR, #1 ME,#1 AU, (2002)
- Kusha Las Payas — #2 SP (2002)
- Bloody Mary (Eurovision Mix) (2006)